# Marina Huerta
Marina Huerta (* 1969) ist eine argentinische theoretische Physikerin.
Sie ist am Centro Atómico Bariloche (wohin sie 1996 aus Buenos Aires kam, um zu promovieren) und am Instituto Balseiro der Universidad Nacional de Cuyo tätig.
Sie ist bekannt für Arbeiten über Quantenverschränkungs-Entropie in der Quantenfeldtheorie in Zusammenarbeit mit ihrem Ehemann Horacio Casini.  Sie lieferte auch eine neue Interpretation der Bekenstein-Grenze.
2015 erhielt sie mit Casini den New Horizons in Physics Prize. Beide waren zusammen am Institute for Advanced Study (2014, Huerta auch 2005) und am Perimeter Institute. 2024 wurde sie gemeinsam mit ihrem Ehemann Horacio Casini sowie zwei weiteren Wissenschaftlern mit der Dirac-Medaille (ICTP) ausgezeichnet.
Sie hat mit Casini mehrere Kinder.

## Schriften
- mit Casini: On the RG running of the entanglement entropy of a circle. In: Physical Review D. Band 85, 2012, S. 125016
- mit Horacio Casini, Robert C. Myers: Towards a derivation of holographic entanglement entropy. In: Journal of High Energy Physics (JHEP). 1105 (2011) 036
- mit Casini: Entanglement entropy in free quantum field theory. In: Journal of Physics A. Band 42, 2009, S. 504007, Arxiv
- mit Casini: A Finite entanglement entropy and the c-Theorem. In: Physics Letters B. Band 600, 2004, S. 142–150